# Slobodan Ž. Jovanović
Slobodan Ž. Jovanović (Kragujevac, 9. maj 1945 – Beograd, 27. avgust 2016) bio je srpski pozorišni, filmski, televizijski i radio reditelj.

## Biografija
Diplomirao je na Akademiji za pozorište, film, radio i televiziju u Beogradu (sadašnjem Fakultetu dramskih umetnosti). Pozorišnu režiju u klasi prof. dr. Huga Klajna, filmsku režiju u klasi Radoša Novakovića, TV režiju u klasi Sava Mrmka i radio režiju u klasi Mire Trailović. Deset godina radio u Radio Beogradu i dvadeset i dve godine kao glavni reditelj u Umetničkom programu Radio-Televizija Srbije.
Režirao je u mnogim pozorištima u zemlji i inostranstvu. Između ostalih nagrada dobitnik je i Evropske nagrade za režiju za predstavu „Proces“ na festivalu u Korbahu 1974, Nemačka; zatim dobitnik je nagrade stručnog žirija na Susretima profesionalnih pozorišta Srbije Joakim Vujić za pozorišnu predstavu „Čarlama, zbogom“, 1995. godine; i dobitnik je i nagrade Bronzana maslina za režiju filma „Bez pogovora“ na Internacionalnom TV festivalu u gradu Baru 1999. godine.
Dobitnik Javnog priznanja za 2015. iz oblasti kulture opštine Rakovica. 2018. godine posthumno mu je dodeljena Plaketa za izuzetan doprinos u ostvarivanju visokih umetničkih dometa društva povodom 50 godina od osnivanja KUD-a "Dimitrije Koturović" iz Rakovice. 
Bio u trećem braku sa glumicom Jadrankom Nanić Jovanović Ima ćerku Radmilu Jovanović Ponjavić, dramskog pisca i scenaristu.
Preminuo je u Beogradu 27. avgusta 2016. u 71. godini života.

## Teatrografija
- „Onemeli Bunjuel ili ljubav onemelog Bunjeolovog Hamleta blizanca” (pantomima) - KOTS teatar, Beograd (2016)
- „Hamlet“, Luis Bunjuel – Amatersko pozorište KOT Teatar, KUD „Dimitrije Koturović“, Rakovica (2016)
- „Policajci“, Slavomir Mrožek – Profesionalno pozorište KOT Teatar, Rakovica (2015)
- „Sumnjivo lice“, Branislav Nušić - Amatersko pozorište KOT Teatar, KUD „Dimitrije Koturović“ Rakovica (2015)
- „Ivica i Marica“, Slobodan Ž. Jovanović – Dečje pozorište Cvrle, Rakovica (2015)
- „Draga Jelena Sergejevna“, Ljudmila Razumovska – Večernja scena QUCERA, Rakovica (2014)
- „Duplo dno“, Goran Stefanovski - Večernja scena QUCERA, Rakovica (2014)
- „Laku noć, majko“, Marša Norman - pozorište Moderna Garaža, Beograd (2014)
- „Mica Nindža, ispovest sa Ibarske“, Slobodan Ž. Jovanović — pozorište Teatar 78, Beograd (2009)
- „Ispovest pletilje čarapa“, Slobodan Ž. Jovanović — pozorište Slavija, Beograd (sezona 2001/02)
- „Pokondirena tikva“, Jovan Sterija Popović — Narodno pozorište, Pirot (sezona 2000/01),
- „Noćna frajla“, Aleksandar Popović — Gradsko pozorište, Jagodina (sezona 1998/99),
- „Kapija opklade“, Ildi Ivanji — pozorište Moderna Garaža, Beograd (sezona 1996/97)
- „Laku noć, majko“, Marša Norman — Narodno pozorište, Subotica (sezona 1996/97)
- „Smrtonosna motoristika“, Aleksandar Popović — Narodno pozorište, Subotica (sezona 1996/97)
- „Kralj i njegov komediograf“, Milovan Vitezović — Narodno pozorište, Niš (sezona 1995/96)
- „Čarlama, zbogom“, Aleksandar Popović — Narodno pozorište, Pirot (sezona 1994/95)
- „Osmeh za Libera“, Slobodan Marković — Teatar poezije Đuro Salaj, Beograd (sezona 1992/93)
- „Pokvarenjak u hotelu“, Rej Kuni — Narodno pozorište, Pirot (sezona 1992/93)
- „Sumnjivo lice“, Branislav Nušić — Gradsko pozorište, Jagodina (sezona 1995/96)
- „Pigmalion“, Bernard Šo - pozorište Toša Jovanović, Zrenjanin (sezona 1989/1990)
- „Pokvarenjak“, Čarls Henri Bukovski — večernja scena Duško Radović, Beograd (sezona 1988/89)
- „Banović Strahinja“, Borislav Mihajlović Mihiz — Narodno pozorište, Leskovac (sezona 1988/89)
- „Ljubav“, Mjuriel Šizgal - pozorište Magaza, Beograd (sezona 1987/88)
- „Pigmalion“, Bernard Šo - Narodno pozorište, Leskovac (sezona 1987/88)
- „Šašava knjiga“, Miroslav Antić — pozorište Metkos, Smederevo (sezona 1979/80)
- „Vejka na vetru“, Kole Čašule — pozorište Metkos, Smederevo (sezona 1979/80)
- „Kad se mrtvi probudimo“, Henrik Ibzen — pozorišna grupa Trag, Beograd (sezona 1978/79)
- „Lekar umire sa bolesnikom“, Zoran S. Saramandić — Narodno pozorište, Užice (sezona 1977/78)
- „Reči na delu“, Oskar Davičo - teatar Joakim Vujić, Kragujevac (sezona 1977/78)
- „Ne priznajem ovaj sud“, Živorad Mihailović-Šilja — teatar Joakim Vujić, Kragujevac (sezona 1977/78)
- „Nemiri“, Ivo Andrić — pozorište Susret, Beograd (sezona 1976/77)
- „Bitange“, Beri Rekord — Dom Kulture, Čačak (sezona 1976/77)
- „Kompjuterska devojka“, po komadu Opasna igra Branislava Nušića - pozorište Dadov, Beograd (sezona 1975/76)
- „Hamlet“, Viljem Šekspir — pozorište Susret, Beograd (sezona 1971/72)
- „Rogonja“, A.B.Rucante — pozorište Susret, Beograd (sezona 1971/72)
- „Proces“, Franc Kafka — pozorište Susret, Beograd (sezona 1971/72)
- „Arhanđeli i automati“, Dario Fo — pozorište Dadov, Beograd (sezona 1970/71)
- „Odsustvo“, Džon Van Druten — pozorište Dadov, Beograd (sezona 1967/68)

## Filmografija
- „Na Badnji dan“, Kosta Trifković (2005)
- „Tesla ili prilagođavanje anđela“, Stevan Pešić (2001)
- „Dug iz Baden Badena“, Miodrag Đurđević (2000)
- „Bez pogovora“, Harold Pinter (1999)
- „Laža i paralaža“, Jovan Sterija Popović (1997)
- „Čovek u praznoj sobi“, Slobodan Žikić (1994)
- „Pokvarenjak“, Čarls Henri Bukovski (1994)

## TV serije
- „Putokazi vere“, (2005—2009)
- „Pre i posle Tesle“, (2006)
- „Nasilje nad decom (emisija)“, (2004)
- „Aforizmi“, (2000)
- „Kako se zabavljao 18. vek“, (1998)
- „Blagotin, grad dobrih ljudi“, (1993)
- „Bjelopavlići“, (1994)

## TV eseji
- „Mala matura, veliko srce (emisija)“, (2006—2007)
- „Moje detinjstvo“, (2006)
- „Robinzon i reka“, (2005)
- „Život kao film“, (2005)
- „Kosovski božuri (emisija)“, (2005)
- „Manastir Kuveždin (emisija)“, (2004)
- „Scenarija pisana levom i desnom rukom“, (2001)
- „Na međi vekova“, (2001)
- „Osama pozorišnog leptira“, (2001)
- „Reči ptice sa gnezda“ (2.deo), (2000)
- „Ruke koje su ljubile“ (1.deo), (2000)
- „Eho (emisija)“ (3.deo), (2000)
- „Andjeo (emisija)“ (2.deo), (2000)
- „Sužanj (emisija)“ (1.deo), (2000)
- „Tajni dah“, (1999)
- „Da zapišem“, (1999)
- „Milenko Misailović — pozorišni monah“ (2.deo), (1999)
- „Milenko Misailović — pozorišni snevač“ (1.deo), (1999)
- „Otkrivanje vremena“, (1998)
- „Ko šalje pticu“, (1998)
- „Istorija jednog osećanja“, (1998)
- „Nepoznata otadžbina“, (1998)
- „Ljubičasto mastilo“, (1998)
- „Kako s mesi umetnička pogača“, (1998)
- „Još tvoje ruže mirišu samoćom“, (1997)
- „Sonata iz pepela“, (1996)
- „Povratak u stvarnost“, (1995)
- „Ramati“, (1995)
- „Milovan Danojlić (emisija)“, (1994)
- „Borislav Radović (emisija)“, (1994)
- „Gubitnički žar pobednika — Vojo Rehar“, (1993)
- „U tišini“, (1993)
- „Kralj linije — Slava Bogojević“, (1993)
- „Mediala — kob dva merila“, (1993)
- „Ogledalo pesnika — Marija Čudina“, (1993)
- „Zaveštanje (emisija)“, (1993)
- „Sremska Mitrovica i Niš“, (1993)
- „Gamzigrad (emisija)“, (1992)
- „Huliot (emisija)“, (1992)

## Emisije i serije za decu
- „Super heroj sa ostrva snova“ (2005)
- „Mačor košarkaš“ (2004)
- „Bunga, banga, re“ (2003/2004.)
- „Elen, belen...“ (1998)
- „Sveti Sava (emisija)“ (1998)
- „DIM“ (1998)
- „Dobro veče, deco“ (1998)

## TV prenosi
- „Edmund Kin“ poz. predstava — Narodno pozorište u Nišu, (2007)
- „Plava ruža“ poz. predstava — UK “Vuk Karadžić”, Beograd, (2007)
- „Mala matura, veliko srce (emisija)“ svečani koncert — Sava centar, Beograd, (2006)
- „Molitva za stadalnu decu sveta“ svečani koncert — Narodno pozorište u Beogradu, (2005)
- „Moje detinjstvo“ svečani koncert — Narodno pozorište u Beogradu, (2005)
- Hor „Kolibri“ — koncert ozbiljne muzike, "Zadužbina Ilije M.Kolarca", Beograd, (2000)
- „Milenijumski kotel“, scenski prikaz — Narodno pozorište u Beogradu, (2000)
- Simfonijski orkestar RTB-a — koncert ozbiljne muzike, "Zadužbina Ilije M.Kolarca", Beograd, (2000)
- Ansambl „Renesans“ — koncert ozbiljne muzike, "Zadužbina Ilije M.Kolarca", Beograd, (2000)
- „Grk Zorba“ balet — Sava centar, Beograd, (2000)
- Ansambl „Renesans“ - koncert ozbiljne muzike, „Atrijum Narodnog Muzeja“, Beograd, (2000)
- Ansambl sa Kamčatke — koncert ozbiljne muzike, Galerija „Progres“, Beograd, (2000)
- „Svečani novogodišnji koncert“ — Narodno pozorište u Nišu, (2000)
- Doček Nove 2000. godine — Beogradski sajam, (2000)
- “Mačak u čizmama” poz. predstava — Pozorište “Duško Radović”, Beograd, (1999)
- Izrael Horovic — koncert ozbiljne muzike, „Centar Sava“, Beograd, (1999)
- „Nadarena omladina Evrope“ — koncert ozbiljne muzike, "Zadužbina Ilije M.Kolarca", Beograd, (1999)
- Jubilarni koncert folklora „IMT“ - „Madlenianum“, Beograd, (1999)
- "Beogradska filharmonija" — koncert ozbiljne muzike, "Zadužbina Ilije M.Kolarca", Beograd, (1999)
- Otvaranje „Lemeka“ — koncert ozbiljne muzike, „Narodno pozorište“, Beograd, (1999)
- Ansambl „Muzika Antika“ — koncert ozbiljne muzike, "Skupština grada Beograda", Beograd, (1999)
- Ansambl „Kirevski – Šutevski“ — koncert ozbiljne muzike, "Gelerija „Progres", Beograd, (1999)
- Ansambl „Renesans“ — koncert ozbiljne muzike, "Skupština grada Beograda", Beograd, (1999)
- Ansambl „Trio“ — koncerta ozbiljne muzike, "Gelerija „Progres", Beograd, (1999)
- Ansambl „Belotti“ — koncerta ozbiljne muzike, "Skupština grada Beograda", Beograd, (1999)
- „Dušan Skovran“ — koncert ozbiljne muzike, "Zadužbina Ilije M.Kolarca", Beograd, (1999)
- „Etno džez“ Milutin Petković — koncert ozbiljne muzike, pozorište „Dadov“, Beograd, (1999)
- Orkestar „Braća Baruh“ — koncert ozbiljne muzike, "Zadužbina Ilije M.Kolarca", Beograd, (1999)
- „Londonski kamerni orkestar“ — koncert ozbiljne muzike, "Zadužbina Ilije M.Kolarca", Beograd, (1999)
- Dečji festival lutkarskog pozorišta, Subotica, (1998)
- „Gašino pero“, Dečji festival u Lazarevcu, (1998)
- „Golubnjača“ poz. predstava — Narodno pozorište, Priština, (1997)
- „Grand prix“ poz. predstava — Pozorište „Moderna garaža“, Beograd, (1997)
- „Ožalošćena porodica“ poz. predstava — Narodno pozorište, Kikinda, (1997)
- „Pirot beše varoš“ poz. predstava — Narodno pozorište, Pirot, (1997)
- „Don Žuan“ poz. predstava — Narodno pozorište, Kruševac, (1997)
- „Tvrdica“ poz. predstava — Narodno pozorište, Priština, (1997)
- „Pokondirena tikva“ poz. predstava — Teatar „J.Vujić“, Kragujevac, (1997)
- „Zganarel ili uobraženi rogonja“ poz. predstava — Narodno pozorište, Užice, (1997)
- „Stanoje Glavaš“ poz. predstava — Pozorište „Masuka”, Velika Plana, (1997)
- „Balada iz predgrađa“ poz. predstava — Pozorište „Z. Radmilović“, Zaječar, (1997)
- „Super beba“ poz. predstava — Pozorištance Puž, Beograd, (1997)
- „Oni dolaze“ poz. predstava — Narodno pozorište, Užice, (1997)
- „Talični Tom“ poz. predstava — Narodno pozorište, Užice, (1997)
- „Podvala“ poz. predstava — Narodno pozorište, Užice, (1997)
- „Savanarola i njegovi prijatelji“ poz. predstava — Narodno pozorište, Užice, (1997)
- „Mandragola“ poz. predstava — Narodno pozorište u Šapcu, (1997)
- „Ćelava pevačica“ poz. predstava — Narodno pozorište u Šapcu, (1997)
- „Čaruga“ poz. predstava — Narodno pozorište u Leskovcu, (1997)
- „Zona Zamfirova“ poz. predstava — Narodno pozorište u Leskovcu, (1997)
- „Bliže vatri“ poz. predstava — Narodno pozorište u Leskovcu, (1997)
- „Filumena Marturano“ poz. predstava — Narodno pozorište u Leskovcu, (1997)
- „Smrtonosna motoristika“ — Narodno pozorište (Subotica), (1997)

## Radio-drame
- „YU naučno-fantastične priče“, Radio Beograd, (1991)
- „Tri sestre“, Radio Beograd, (1991)
- „Paukova mreža — žuto lice“, Radio Beograd, (1986)
- „Bašta na Dunavu — Josif Pančić“, Radio Beograd, (1983)
- „Tuga u Andima nema granica“, Radio Beograd, (1979)
- „Ženidbeno-udadbeni oglasi“, Radio Beograd, (1979)

## Nagrade
- Javno priznanje iz oblasti kulture za 2015. Opštine Rakovica
- Nagrada za režiju na Festivalu beogradskih amaterskih pozorišta - BAP 55. 2015. za predstavu „Sumnjivo lice“ po komediji Branislava Nušića
- Nagrada za originalnu muziku na Festivalu beogradskih amaterskih pozorišta - BAP 55. 2015. za predstavu „Sumnjivo lice“ po komediji Branislava Nušića
- Nagrada za celokupnu predstavu na Festivalu beogradskih amaterskih pozorišta - BAP 55. 2015. za predstavu „Sumnjivo lice“ po komediji Branislava Nušića
- Zvanična selekcija na Internacionalnom festivalu kratkog filma, Toronto, Kanada, 1997.god — TV eseja „Ogledalo pesnika — Marija Čudina“
- Zvanična selekcija na Internacionalnom festivalu Zlatni Prag, Češka, 1996.god. — TV eseja Sonata iz pepela
- Zvanična selekcija na Internacionalnom festivau u Plovdivu, Bugarska, 2001.god. — za TV film „Tesla ili prilagođavanje anđela“
- Zvanična selekcija na Internacionalnom festivalu u gradu Baru, Crna Gora, 2000.god. — za TV film „Dug iz Baden Badena “
- Bronzana maslina za režiju na Internacionalnаlnom festivalu u gradu Baru, Crna Gora, 1999.god — za TV film „Bez pogovora“ po drami Harolda Pintera
- Godišnja nagrada RTS-a 1995.god — za TV esej "Ramati"
- Nagrada Joakim Vujić na Susretima profesionalnih pozorišta Srbije Joakim Vujić za režiju 1995.god — za pozorišnu predstavu „Čarlama, zbogom“ po drami Aleksandra Popovića
- Evropska nagrada za režiju na festivalu u gradu Korbahu, Nemačka, 1974.god. — za pozorišnu predstavu „Proces“ po drami Franca Kafke

## Napisao

#### Originalni scenario za film
- „Spepeljena kutijica“, (2005)
- „Dan kada je drveće prohodalo“, (2004)
- „Otimač snova“, (2003)
- „Svitanje“, (1994)

#### Originalni scenario za seriju
- „Detektiv iz Pariza“, (2010)
- „Kuća redovnog haosa“, (2004)
- „Beli konj u staklenoj čaši“, (2003)
- „Snovidačica“, (2001)

#### Autorski tekstovi
- „Vilenjak, Tupko i zlatna guska“ (za decu), (2014)
- „Ivica i Marica“ (za decu), (2014)
- „Plastični zmaj“, (1977)
- „Posle poraza“, (1976)
- „Horacio, Hamletov prijatelj“, (1976)

#### Originalnamonodrama
- „Ispovest pletilje čarapa“, (2002)
- „Vreme smrti u šumi plišanog medveda“, (2000)

#### Objavljene knjige
- „Legende o zlu i praštanju“, (2009)
- „Ljudi leptirovih krila“, (2007)

#### Dramatizacija
- „Tako je moralo biti“, (2007) — po drami Branislav Nušića
- „Mrtva priroda“, (2003) — po drami M.Ševarlića
- „Pobratim“, (2002) — po drami Dragiša Vasića
- „Seoska učiteljica“, (2002) — po romanu Svetolika Rankovića

## Spoljašnje veze
- Slobodan Ž. Jovanović на веб-сајту  (језик: енглески)
- http://www.rts.rs/page/tv/sr/story/21/RTS+2/695831/Putokazi+vere
- https://web.archive.org/web/20100105160907/http://www.story.rs/koktel/tv/6700-na-badnji-dan.html
- http://groups.yahoo.com/group/sorabia/message/73269%5B%5D
- https://web.archive.org/web/20110310020407/http://diogen.weebly.com/slobodan-381iki262.html